# طفراوي
طفراوي (تُنطق: طافراوي) مدينة وبلدية جزائرية من بلديات ولاية وهران تتبع إداريا لدائرة وادي تليلات. تمتد البلدية على مساحة 182 كم2 ويقطنها 12679 نسمة.
تضم البلدية منشآت هامة منها قاعدة عسكرية جوية متكونة من مطار طفراوي ومدرسة للطيران.